# Île Saint-Paul (océan Indien)
Pour les articles homonymes, voir Île Saint-Paul et Saint-Paul.
L'île Saint-Paul est une île française située dans le Sud de l'océan Indien, à 1 280 km au nord-nord-est des îles Kerguelen. Elle forme avec l'île Amsterdam, 91 km plus au nord, le district des îles Saint-Paul et Amsterdam, l'un des cinq districts des Terres australes et antarctiques françaises (les quatre autres sont les îles Crozet, les îles Kerguelen, la terre Adélie et les îles Éparses).

## Histoire

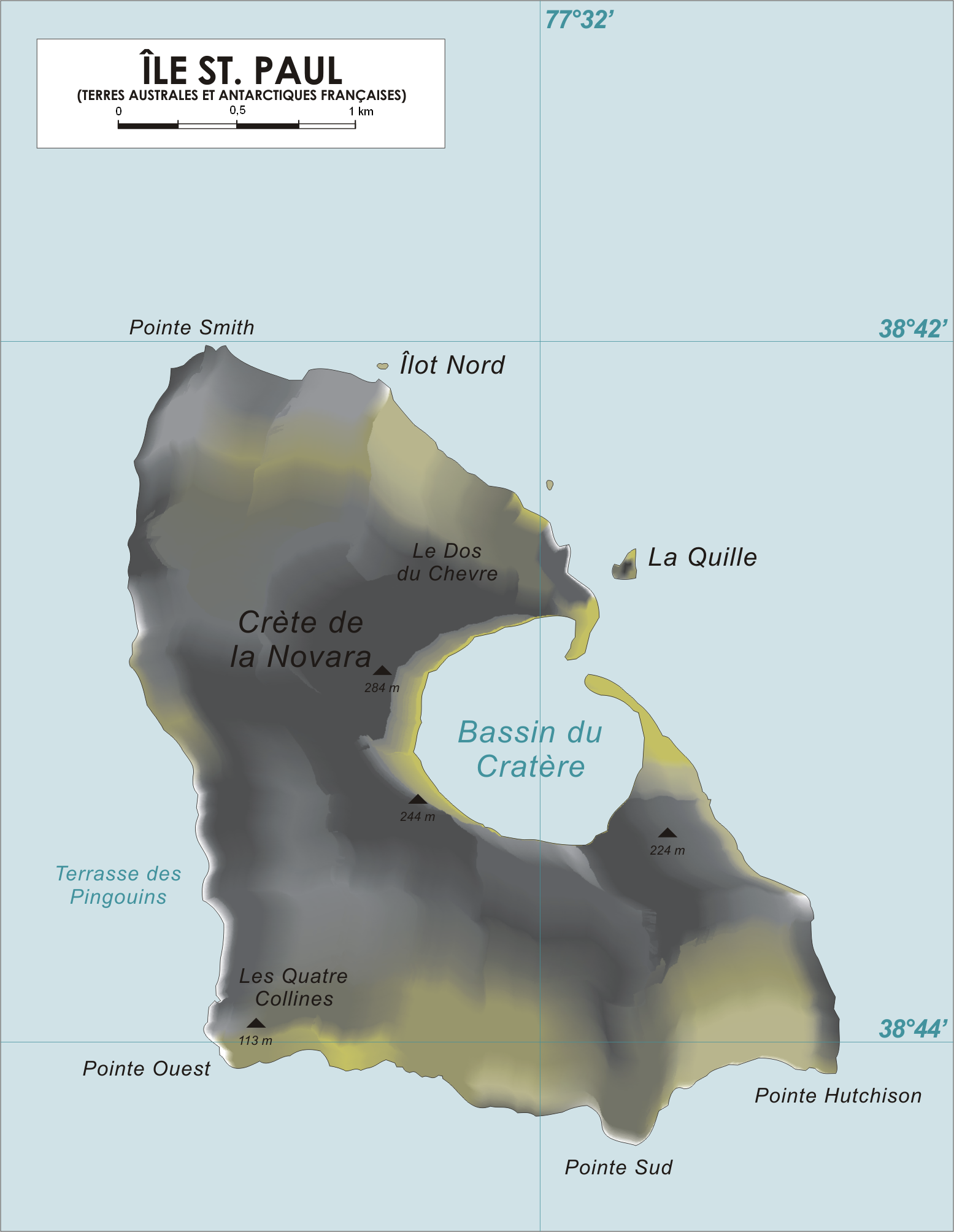
Carte de l'île Saint-Paul.

L'histoire des deux îles, Saint-Paul et Amsterdam, est liée. L'île Saint-Paul, comme l'île d'Amsterdam, se trouve au sud de la route entre Le Cap et les îles de la Sonde donc entre l'Europe et les Indes avant l'ouverture du canal de Suez.
L'île Saint-Paul a été découverte en 1559 par les Portugais. L'île a été cartographiée, décrite en détail et peinte par des membres de l'équipage de la nau São Paulo, parmi lesquels le Père Manuel Álvares et le chimiste Henrique Dias. Álvares et Dias ont correctement calculé la latitude comme 38°S. Le navire était commandé par Rui Melo da Câmara et faisait partie de l'Armada portugaise de l'Inde commandée par Jorge de Sousa. En 1599, le géographe Evert Gysberths indique sur un portulan une île par 38°S avec la mention « T.q. descrobio o nao S. Paulo » (terre découverte par le navire Saint Paul).
Un siècle plus tard, un navigateur néerlandais, Harwick Claesz de Hillegom, aperçoit l'île, dont il estime la latitude à 38°50'S. Il lui donne alors le nom de son navire, Zeewolf. Le premier débarquement connu semble être celui fait par le navigateur néerlandais Willem de Vlamingh en 1696 alors à la recherche d'un autre navire néerlandais. L'île ou ses parages sont ensuite fréquentés par des pêcheurs de l'île Bourbon (aujourd'hui La Réunion), des baleiniers américains et anglais et des naufragés. En 1792, l'expédition d'Entrecasteaux passe à proximité de l'île dont le volcan est alors en éruption. En 1793, un navire anglais commandé par lord Macartney en route pour la Chine débarque sur l'île. Il y trouve Pierre-François Péron, marin brestois, et quatre compagnons, pratiquant la chasse aux loups de mer et abandonnés par leurs associés américains. Il dresse une carte de l'île mais la confond avec l'île d'Amsterdam, confusion faite par d'autres navigateurs avant lui. Pierre-François Péron et trois de ses compagnons ne seront recueillis qu'en décembre 1795 par le navire Cérès du capitaine Thomas Hadley.
En décembre 1837, Saint-Paul reçoit la visite de la corvette française Héroïne commandée par Jean-Baptiste Cécille.
L'île est redécouverte avec l'île d'Amsterdam par le Polonais Adam Mierosławski, capitaine du Cygne de Granville en 1842. Le capitaine Mieroslawski a passé son diplôme de capitaine au long cours sous le nom de son frère Pierre Louis Adam Mieroslawski en utilisant le passeport français de ce dernier.
En 1843, Adam Mieroslawski présente au gouverneur de l'île Bourbon, le contre-amiral Bazoche, sa découverte et il propose la prise en possession française de ces îles désertes. En absence de navire de guerre en rade, Bazoche fait appel au trois-mâts L'Olympe, commandé par Martin Dupeyart. Le capitaine Dupeyart et son bateau vont ramener Adam Mieroslawski sur ces îles. Le capitaine Mieroslawski est mandaté par le gouverneur de Bourbon, par l'arrêté du 8 juin 1843, pour assumer le commandement de ces îles aussitôt la prise de possession au nom de la France.

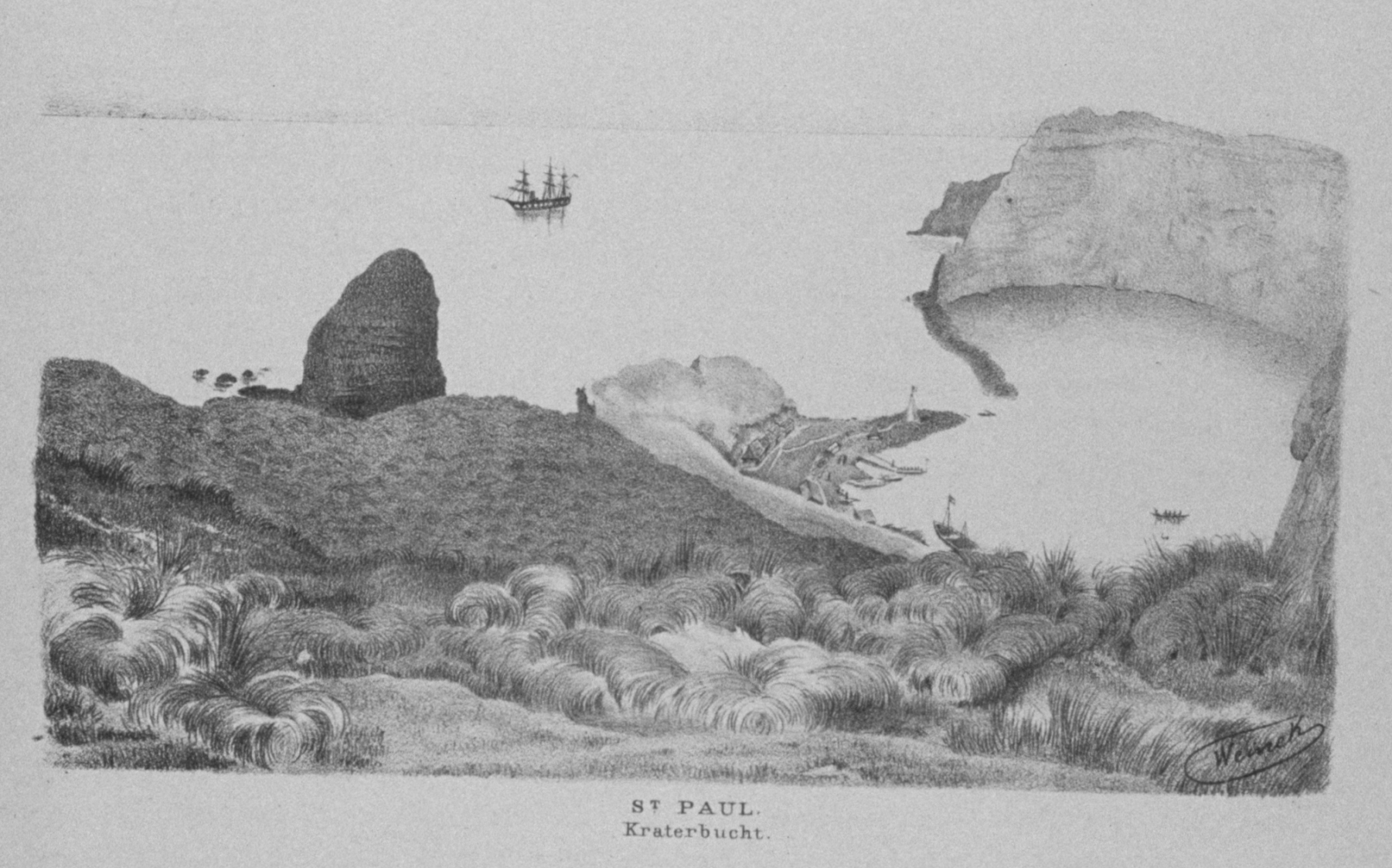
Dessin de la baie du Cratère avec la corvette SMS Gazelle ancrée en dehors.

Entre-temps, le Royaume-Uni conteste cette prise de possession. Pour éviter un problème diplomatique et devant l'intérêt limité de ces îles, la France envoie une dépêche à l'amiral Bazoche demandant le rappel de la garnison. Malgré les ordres, Mieroslawski persiste (il envisage même de hisser le drapeau polonais, ressuscitant ainsi sur l'île l'Etat polonais qui n'existait plus, son territoire étant alors partagé entre l'Autriche, la Prusse et la Russie). Il commence à négocier avec Bazoche, son ami Adolphe Camin et d'autres interlocuteurs réunionnais pour une exploitation des îles. Ils fondent ainsi une société par actions en 1845 pour l'exploitation des deux îles avec création d'établissement sur place. Mais l'entreprise cesse en 1853 avec la mort de son fondateur et le renoncement officiel de sa souveraineté sur l'île par la France.
Durant l'hiver 1857, une expédition scientifique autrichienne embarquée sur la frégate la SMS Novara explore l'île et y étudie la flore, la faune, et la géologie.
En 1871, un navire britannique, le HMS Megaera, qui effectuait un transport de troupes de l'Afrique du Sud vers l'Australie, s'échoue sur l'île. La plupart des quatre cents personnes qui se trouvaient à bord devront y séjourner trois mois avant d'être récupérées.
Le 23 septembre 1874, des astronomes français y débarquent, arrivés par le navire Le Fernand. Ils viennent observer le passage de Vénus devant le soleil (une plaque commémorative se trouve toujours sur l'île). Lors de cette mission, le géologue et géographe Charles Vélain étudie et publie les premières données géologiques des deux îles. La mission prend fin le 4 janvier 1875. Il semble que c'est à Charles Vélain que l'on doit le nom définitif de l'île. Il retrouva en effet la carte de Gysaerths et la mention du nom Saint-Paul. Quelque temps plus tard c'est au tour des Allemands de visiter l'île avec l'expédition de la SMS Gazelle, venue elle aussi étudier le transit de Vénus dans la région.
En 1892, l'aviso français La Bourdonnais commandé par le capitaine de frégate Joseph Villaume reprend possession de l'île pour la France, possession confirmée par le passage d'un second navire de guerre français, L'Eure, de retour des îles Kerguelen en 1893. Un décret du gouvernement français du 21 novembre 1924 la rattache ainsi que l'île Amsterdam à la province de Tamatave à Madagascar, colonie française à l'époque.

## Occupation humaine

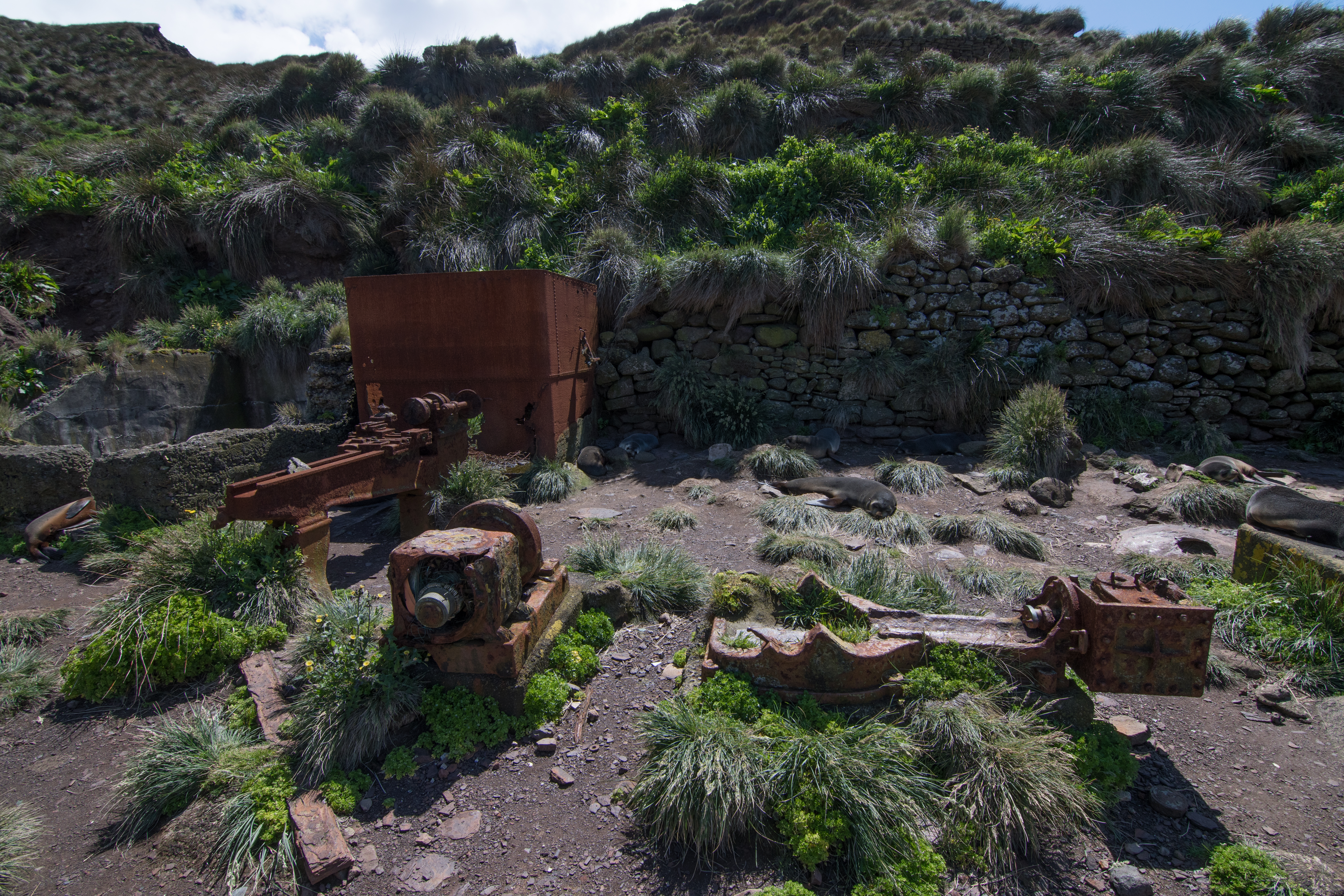
Vestiges de la pêcherie des années 1930.

Avant 1850, l'île n'est visitée que lors de brèves expéditions scientifiques et ne connaît donc aucune présence humaine permanente.
Entre 1850 et 1930, des tentatives d'implantation de pêcheries et de conserveries ont eu lieu, essentiellement pour l'exploitation des langoustes, très abondantes sur ces côtes. Mais elles se sont soldées par des échecs du fait de l'isolement, du manque d'abris et de l'ignorance ou l'impossibilité d'exploiter rationnellement les maigres ressources de l'île.
En 1928, la société de pêche La Langouste française (appartenant aux armateurs havrais les frères Bossière) ouvre un atelier de mise en conserves à Saint-Paul.

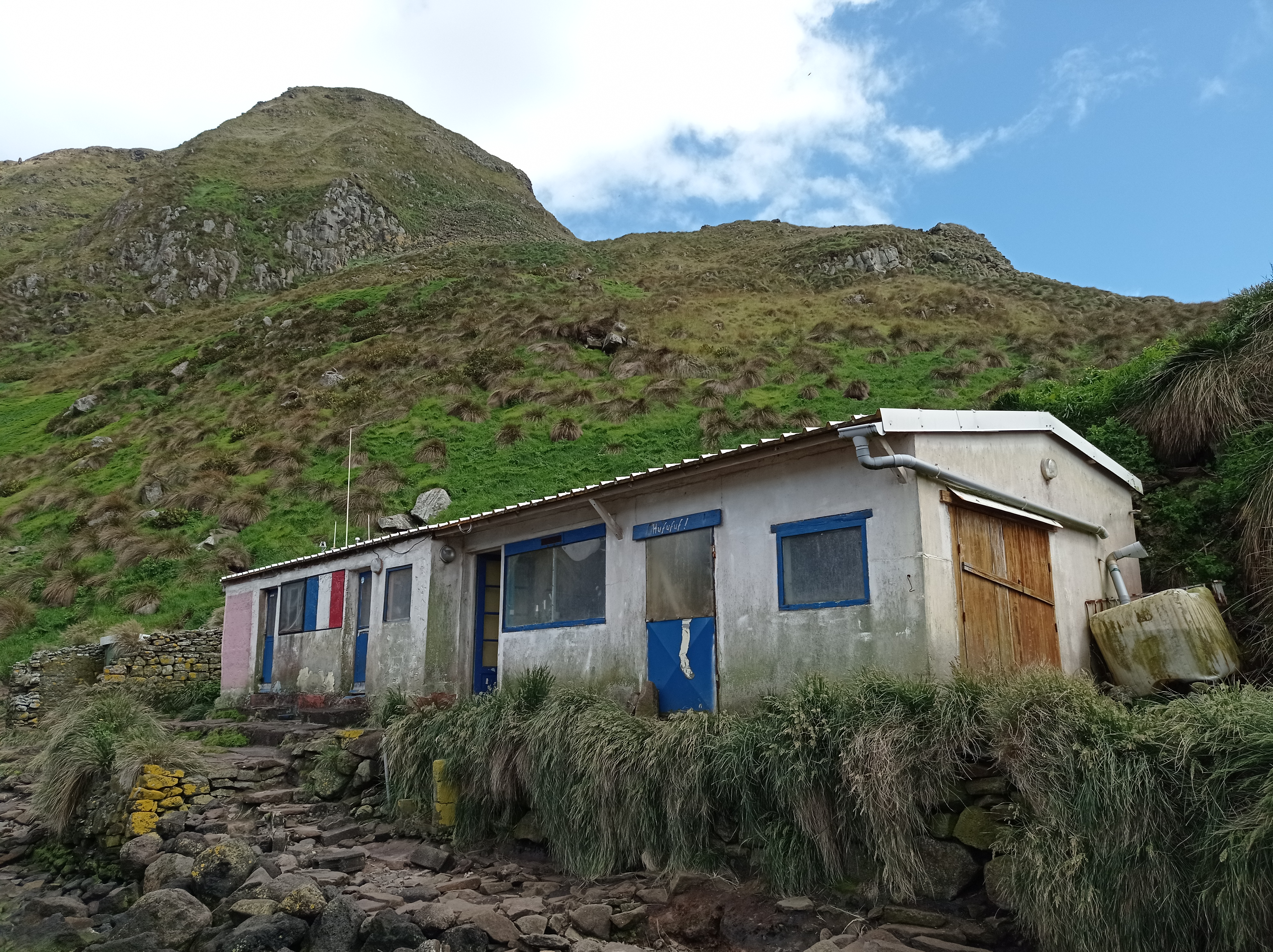
Cabane servant d’abri de secours aux éventuels naufragés, en 2020.

En 1930, sept employés de la société La Langouste française assurent le gardiennage de la pêcherie de l'Île de Saint-Paul et y restent sans ravitaillement, livrés à eux-mêmes, pendant neuf mois : trois d'entre eux, victimes du scorbut, et un bébé (la seule naissance sur l'île) périrent, un quatrième disparut en mer, les trois autres survécurent.
Lors d'une seconde campagne de pêche, en 1931, après un dernier débarquement de cent trente personnes, une trentaine d'ouvriers malgaches furent victimes du béribéri. Cet événement entraîna l'évacuation des pêcheries et leur abandon définitif.
En 1949, une base scientifique permanente est installée à l'île Amsterdam. De cette base, des missions ponctuelles sont menées sur l'île Saint-Paul, ces missions allant et venant lors des rotations du Marion Dufresne puis du Marion Dufresne 2, navires français desservant les TAAF.
En dehors des missions scientifiques qui se succèdent depuis 1949, l'accès à l'île est désormais interdit pour des raisons environnementales.

## Géographie
L'île Saint-Paul a une superficie de 8 km2 pour une longueur maximale de 5 km. Île volcanique, rocheuse et désertique, c'est la partie émergée d'un ancien volcan, composée d'un grand cratère central qui s'est effondré et où la mer a pénétré par une passe peu profonde – de 2 à 3 m – délimitée par deux jetées naturelles de blocs rocheux. Les pointes nord-ouest et sud-est de l'île ont des dénominations variables selon les sources et les cartes, Schmidt ou Smith pour la première, Hutchison ou Hutchinson pour la seconde. Le plus haut point de l'île, la crête de la Novara, s'élève à 268 m d'altitude. Elle constitue avec l'île Amsterdam les seules terres émergées d'un étroit plateau continental entouré par des fonds de 3 000 m.

### Géologie

Vue de l'île vers l'entrée du bassin du cratère.

Bassin du Cratère.

La première étude géologique de l'île a été réalisée en 1878 par Charles Vélain qui faisait partie en 1874 de la mission astronomique française venue observer le passage de Vénus devant le Soleil (23 septembre 1874-4 janvier 1875) et fut complétée en décembre 1971 - janvier 1972 par la contribution de Jacques Nougier.
L'île Saint-Paul a suivi dans ses grandes lignes, une évolution volcanologique comparable à sa voisine plus septentrionale, l'île Amsterdam. Un « paléo-volcan » constitué de tufs jaunes palagonitiques (c'est-à-dire émis sous la mer), recoupés de dykes et par une intrusion de lave de composition chimique acide (comendite (en)) occupe le flanc nord de l'île. Il a été recouvert en totalité par un néo-volcan dont la cheminée d'alimentation verticale, localisée au centre du Bassin du Cratère est à un kilomètre plus au sud.
Ce néo-volcan aux formes très régulières, a émis des laves basaltiques fluides qui ont nappé ses flancs. À son apogée, le volcan a pu atteindre 3 à 400 mètres d'altitude, avec une circonférence de cratère beaucoup plus réduite que l'actuelle. Ce sont de grands effondrements, selon une ligne de faille nord-ouest/sud-est, qui ont privé le volcan de sa moitié nord-est. Ils ont été accompagnés de l'affaissement du cratère et de l'élargissement de sa circonférence, mettant enfin la mer en communication avec celui-ci.
Un volcanisme récurrent et ponctuel s'est installé dans les parties basses (là où la pression des roches opposée à la progression du magma était moindre) a construit de petits cônes scoriacés rongés par l'érosion marine. La dernière activité volcanique est une fissure orientée selon l'effondrement de l'île (axe NNW-SSE) marquée par des émissions de cendres qui ont saupoudré le flanc externe sud-est. Des fumerolles et des sources chaudes indiquent la présence, à faible profondeur, d'un corps encore chaud et d'une reprise possible, à tout moment, de l'activité volcanique.
Au plan pétrologique, la série des laves de Saint-Paul est donc plus typée que celle d'Amsterdam. Les tufs anciens ont une composition de tholéiites avec une différenciation magmatique vers les comendites. Les basaltes du néo-volcan sont des tholéiites alumineuses enrichies dans leurs produits les plus récents en olivine.
La méthode classique au K-Ar et les mesures du paléo-magnétisme donnent à Saint-Paul un âge compris entre 500 000 et 40 000 ans, donc globalement plus jeune qu'Amsterdam. Ces données ne concernent évidemment pas les manifestations les plus récentes du volcanisme.

### Climat
Le climat est de type océanique tempéré, marqué par l'absence de neige et de gelée mais avec un vent d'ouest constant.

## Environnement
L'île Saint-Paul, au même titre que l'île Amsterdam, est protégée au sein de la réserve naturelle nationale des Terres australes françaises. Cette protection couvre tant l'espace terrestre que les eaux intérieures et les eaux territoriales de l'île. Elle prend la forme d'une réserve intégrale, où seules les activités liées à la recherche scientifique et technique sont autorisées.

### Faune et flore

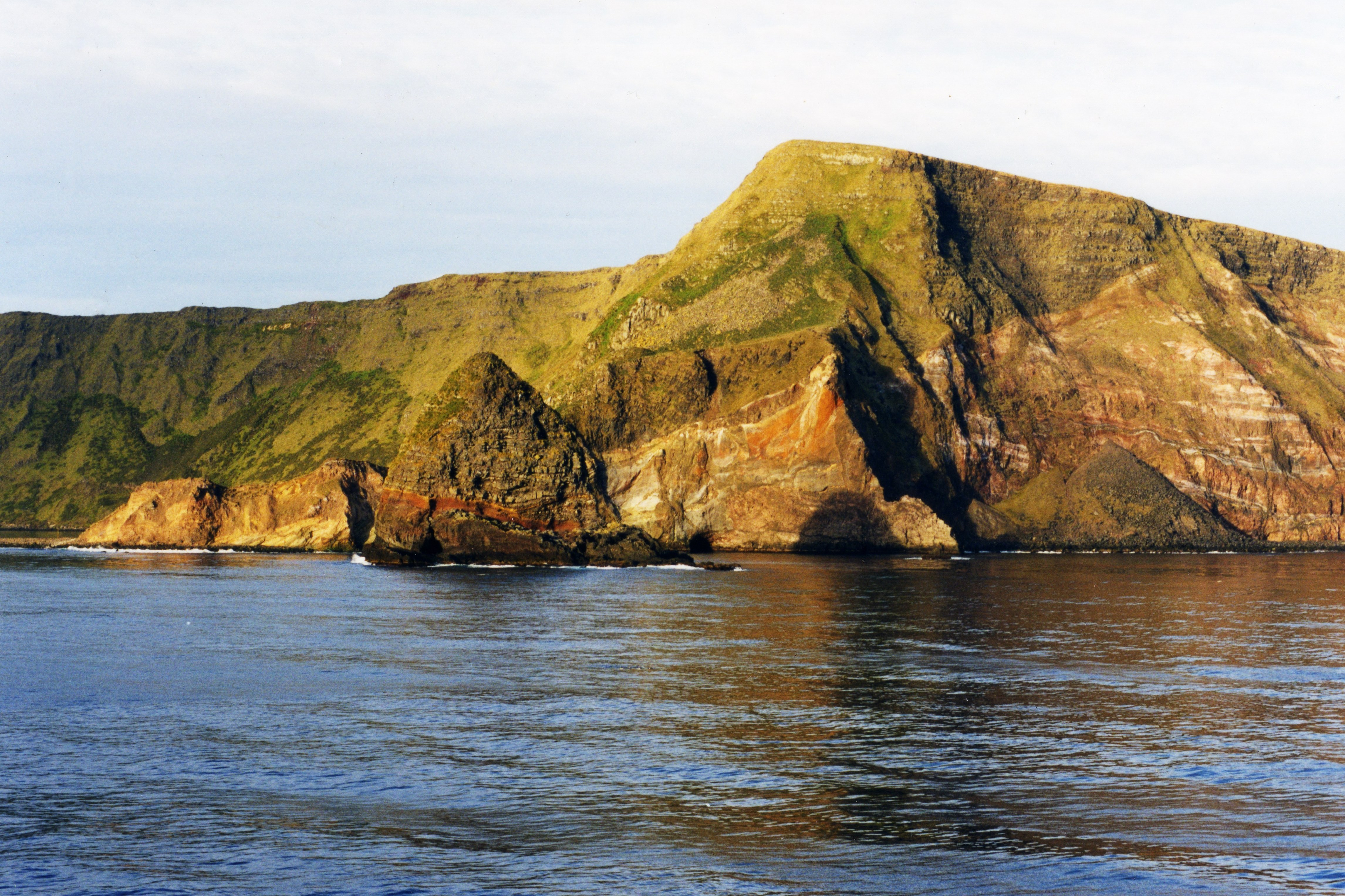
La crête de la Novara, avec au premier plan la roche Quille.

Les eaux environnantes sont riches en poissons et en langoustes (Jasus paulensis). Chaque année, le gouverneur des TAAF publie un décret indiquant zones de pêches, types et quotas de prise dans les eaux territoriales et la zone économique exclusive des îles Saint-Paul et Amsterdam. En 2005, deux armements de La Réunion avaient le droit, en alternance et avec un seul bateau, d'y pêcher.
La végétation se réduit à des fougères, des hautes herbes et des lichens mais sans aucun arbre.
On retrouve la faune habituelle des îles subantarctiques. Une population importante d'otaries à fourrure subantarctique (Arctocephalus tropicalis) fréquente les côtes et s'y reproduit. De nombreux oiseaux marins viennent également nicher à terre, notamment les Gorfous de Moseley.

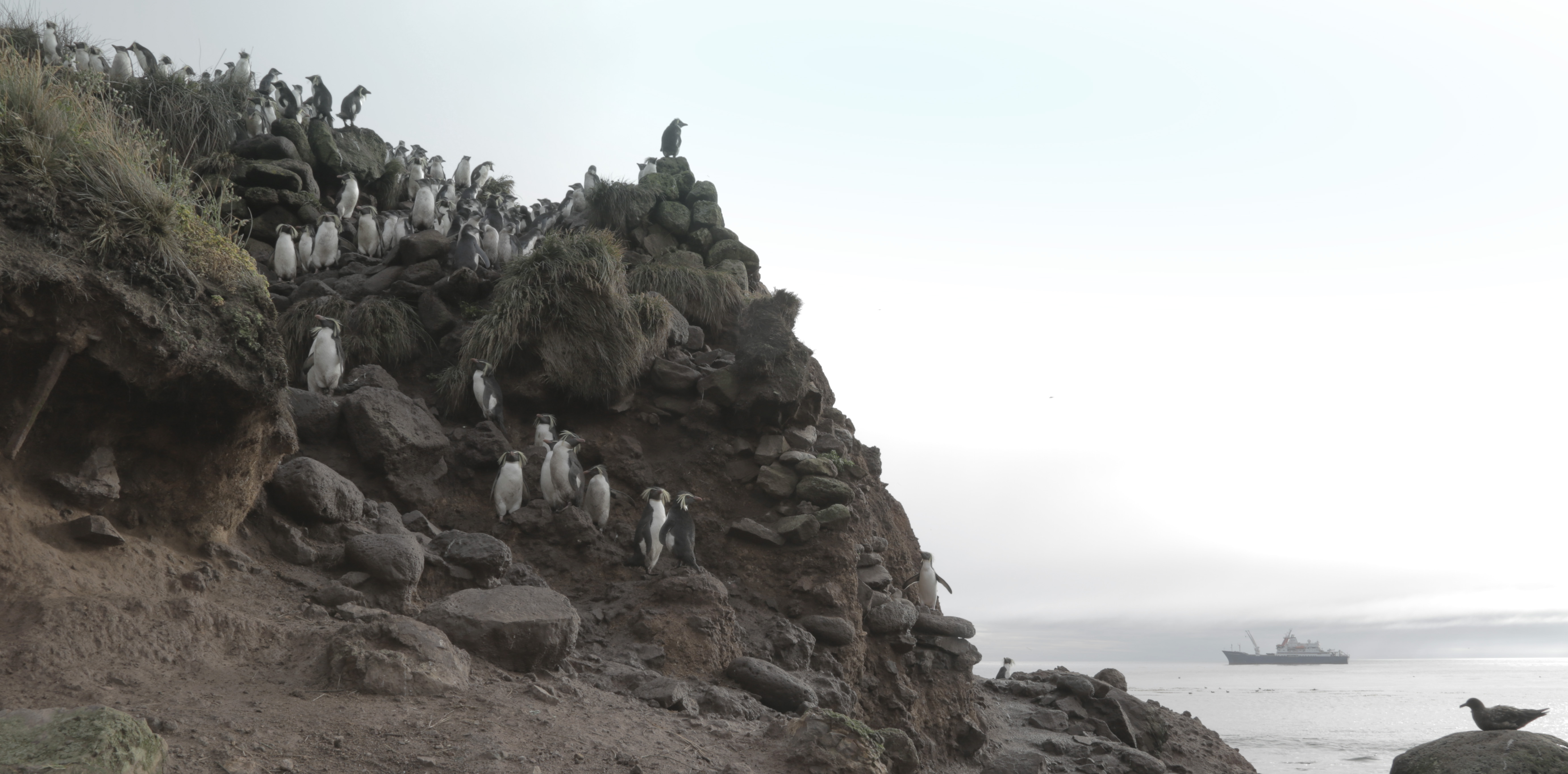
Des gorfous sur l'Île Saint-Paul.

L'introduction de lapins, mais surtout de rats, probablement arrivés avec les premiers bateaux de pêche au XVIIIe ou au XIXe siècle, a gravement déstabilisé l'écosystème, réduisant considérablement la nidification d'oiseaux. La population de rats à la fin des années 1990 était estimée entre 50 000 et 100 000 individus. Seul un gros rocher, La Quille, séparé de l'île par un bras de mer, était épargné. Grâce à des fonds européens, une campagne a été lancée en 1997, et l'île a été entièrement dératisée en 1999. Depuis, la population d'oiseaux maritimes s'est progressivement reconstituée. Les lapins ont eux aussi subi deux campagnes d'éradication à la même époque, et la disparition des lapins a pu être confirmée après la seconde campagne. Dans les deux cas, la méthode utilisée a été le lâcher d’appâts empoisonnés par hélicoptère. Les souris Mus musculus, bien moins dangereuses, sont par contre toujours présentes.

## Filmographie
Murmures dans les rugissants, (2016) un documentaire de 52 minute réalisé par Lauren Ransan sur l'histoire des îles subantarctiques dont l'Île Saint Paul.